# Aleix García Pujolar
Aleix García Pujolar (Gerona, 10 de junio de 2000) es un deportista español que compite en remo.
Ganó una medalla de plata en el Campeonato Mundial de Remo de 2022 y dos medallas de plata en el Campeonato Europeo de Remo, en los años 2022 y 2024, en la prueba de doble scull.
Haciendo pareja con Rodrigo Conde, alcanzó la final del doble scull en los Juegos Olímpicos de París 2024, donde acabó en quinta posición.

## Palmarés internacional
| Campeonato Mundial | Campeonato Mundial       | Campeonato Mundial | Campeonato Mundial |
| Año                | Lugar                    | Medalla            | Prueba             |
| ------------------ | ------------------------ | ------------------ | ------------------ |
| 2022               | Račice (República Checa) | Medalla de plata   | Doble scull        |
| Campeonato Europeo |                          |                    |                    |
| Año                | Lugar                    | Medalla            | Categoría          |
| 2022               | Múnich (Alemania)        | Medalla de plata   | Doble scull        |
| 2024               | Szeged (Hungría)         | Medalla de plata   | Doble scull        |